# 老尼基弗鲁斯·福卡斯
尼基弗鲁斯·福卡斯（羅馬化：Nikēphoros Phōkas；？-895/6年或900年），通常被称为老尼基弗鲁斯·福卡斯，以区别于他的孙子，皇帝尼基弗鲁斯二世·福卡斯。他是9世纪晚期拜占庭帝国的杰出将领，也是福卡斯家族的第一位重要人物。他年少成为皇帝巴西尔一世的随从，并迅速被提拔为“首席马夫（πρωτοστράτωρ）”、哈尔希安军区的将军，在面对阿拉伯人的战事中取得了一些胜利。约886年，他奉命领导南意大利远征军并取得许多胜利，为拜占庭帝国恢复在亚平宁半岛的势力奠定了基础。之后他被召回国内，升任“宫内军家内官（δομέστικος τῶν σχολῶν，相当于拜占庭军总司令）”，并在面对东部的阿拉伯人与巴尔干半岛的保加利亚沙皇西美昂时都取得胜利。根据不同史料记载，他可能死于895-896年之交或约900年，同时代与后代的史家都称赞了他的军事能力与个性。他的两个儿子都曾在他之后担任“宫内军长官”，他的孙子尼基弗鲁斯与小利奥也都是杰出的将领，前者还在963-969年成为皇帝，并自阿拉伯人手中收复了几个省份。

## 生平

### 早期生涯
老尼基弗鲁斯的父亲是卡帕多西亚人，名叫福卡斯，是福卡斯家族的始祖，他在9世纪70年代的某场战斗中（可能是872年） 中得到了拜占庭帝国皇帝巴西尔一世（867-886年在位）的注意，并被提拔为“中队长（τουρμάρχης）”，皇帝还将他的年纪尚轻的儿子，也就是老尼基弗鲁斯选入自己的随从之列，很快又让他成为近卫部队“棍棒军（μαγλαβίται）”的一员。尼基弗鲁斯可能随从皇帝参加了873年进攻萨莫萨塔的战役。
878年前的某一时间，尼基弗鲁斯被提升为“首席马夫（πρωτοστράτωρ）”，皇帝还赐予他一座位于圣特克拉（St. Thecla）教堂附近的宅邸。之后他升任哈尔希安军区的将军（总督），据僧侣乔治史书的续编者的记载，尼基弗鲁斯在将军任上多次打败阿拉伯人，但并没有记载战斗的具体情况。

### 在南意大利作战

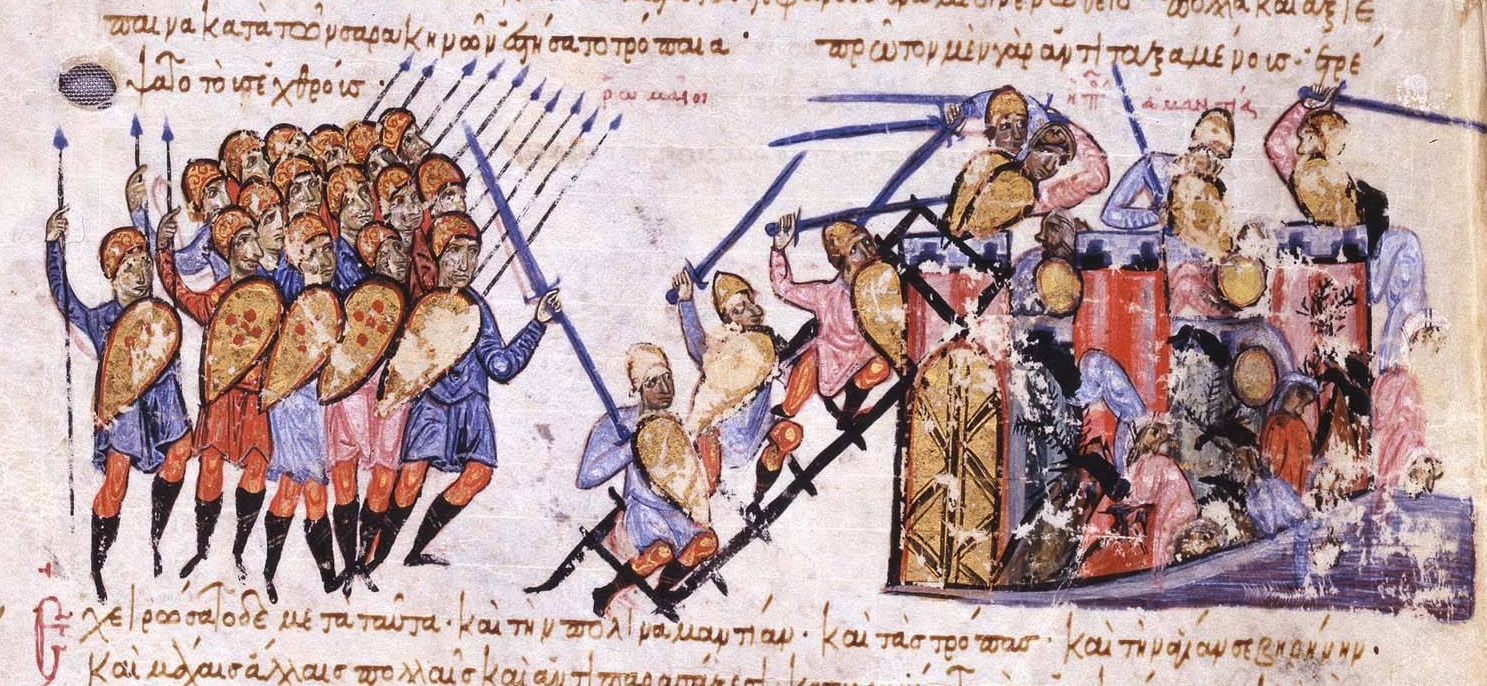
《马德里的斯基里泽斯历史抄本》插图：老尼基弗鲁斯率拜占庭军攻占意大利的阿曼泰亚城

此前近一个世纪，拜占庭帝国都在南意大利事务中缺席，但巴西尔一世即位后改变了这一局面：868年以后，帝国的舰队与外交使团开始积极行动，以确保亚得里亚海免受阿拉伯人劫掠，并重建帝国对达尔马提亚的控制、再次将意大利的部分地区纳入帝国的统治。873年拜占庭军自阿拉伯人手中收复了奥特朗托，876年又收复了巴里。
在哈尔希安军区任职多年后，老尼基弗鲁斯奉命接替打了败仗的斯蒂芬·马克森提欧斯（Stephen Maxentios），担任在南意大利对抗阿拉伯人的拜占庭军统帅（μονοστράτηγος，“单一将军”），传统上认为此事发生在885年。但尼基弗鲁斯可能在此之前就作为哈尔希安军区将军派往意大利，率领《狄奧法內斯編年史續編》中记载的马克森提欧斯辖下的哈尔希安军区的精锐部队参加战斗。尼基弗鲁斯接手的部队包括来自西方各军区（色雷斯、马其顿、凯法利尼亚、伦巴迪亚、卡拉布里亚）的部队，《狄奧法內斯編年史續編》还提到他获得了来自小亚细亚诸军区的援军，甚至包括一支保罗派部队。此后他一直在意大利作战，直到886年末新帝利奥六世（886-912年在位）继位后召他回君士坦丁堡。但学者肖恩·图格（Shaun Tougher）认为尼基弗鲁斯是在利奥六世即位后才被派往意大利的，因为利奥六世在自己的作品中将派遣他归功于自己，如果是这样，那么他的被召回应不会早于887年。
根据拜占庭史料，尼基弗鲁斯在意大利夺回了许多不久之前被阿拉伯人占领的城镇，包括塔兰托、巴里、圣塞韦里娜、雷焦、陶尔米纳、特罗派（Tropai） ，特别是阿曼泰亚，马克森提欧斯此前也曾攻击该城，但没有成功。据僧侣乔治史书的续编者的记载，当巴西尔一世去世、利奥六世召他返回的消息传来时，他正在围攻该城，但他对消息秘而不宣，直到阿拉伯守军决定投降以换取安全离开。在意大利任职时，他还令许多亚美尼亚人及巴西尔一世的旧恩人、寡妇丹尼利斯捐献的1千名奴隶在当地定居，以巩固帝国对意大利的控制。11世纪史家约翰·斯基里泽斯的记载还称尼基弗鲁斯结束了拜占庭士兵当时掳走本地意大利人，卖到东方作奴隶的习惯做法，终结了当地百姓遭受的苦难，感激的意大利人以他的名义建造了一座教堂。到他离职时，尼基弗鲁斯已将拜占庭的统治扩展到阿普利亚与卡拉布里亚的大部分地区，他的继任者们延续了他的事业，为拜占庭帝国统治在南意大利的复苏奠定了基础，最终帝国于约892年建立了伦巴第亚军区，牢牢控制了阿普利亚、卡拉布里亚与巴西利卡塔，直至11世纪。

### 升为统帅，与保加利亚作战
尼基弗鲁斯在意大利的成功使他在回归君士坦丁堡时得到了友好的欢迎与荣誉，但此后直到894年与保加利亚的战争爆发，他的名字都没有出现在历史记载之中。到那时，他已被提升为“贵族（πατρίκιος）”，并已在斯基泰人安德鲁死后接替他出任“宫内军家内官（δομέστικος τῶν σχολῶν，相当于拜占庭军总司令）”。

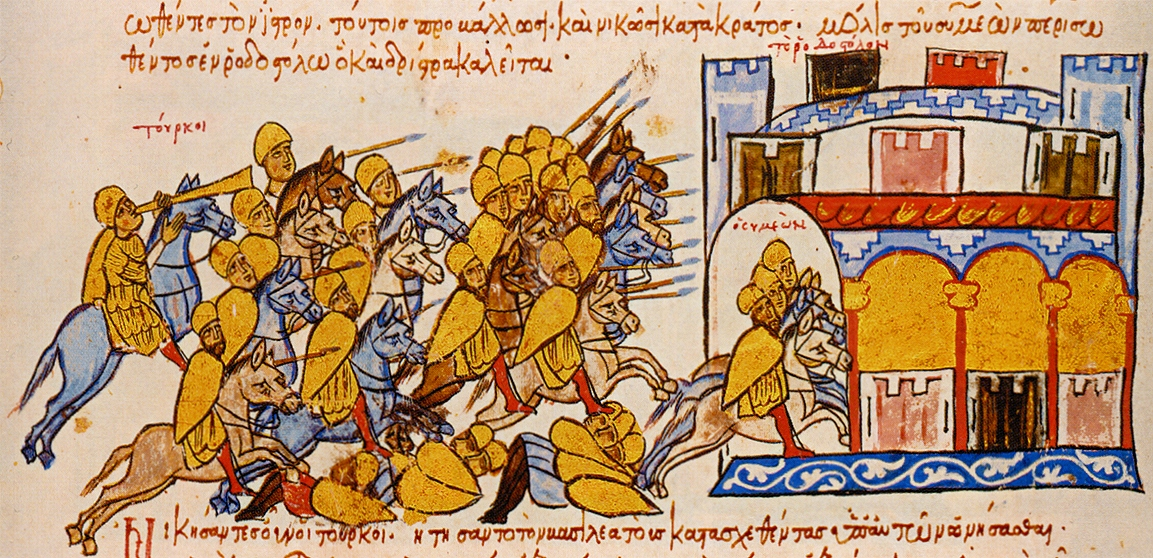
《马德里的斯基里泽斯历史抄本》插图：被马扎尔人追逐的西美昂进入多里斯托隆

895年，他奉命率大军出征保加利亚，不清楚他是否与保加利亚军发生战斗，但拜占庭帝国唆使马扎尔人自北面进攻保加利亚，拜占庭海军也进入多瑙河活动，迫使保加利亚君主西美昂请求休战，拜占庭军随后撤回。
利奥六世的《战术》以及作者未知的《论小规模战争》 都提及尼基弗鲁斯曾率军成功突袭奇里乞亚的阿拉伯领土，以报复先前阿拉伯人对安纳托利亚军区米斯泰亚堡垒的袭击。当时他派安纳托利亚军区与奥普西金军区的将军前去应对阿拉伯人的进攻，自己则率军劫掠了阿达纳的周边地区，掳走了许多俘虏，并在返回时走了另外一条道路，成功迷惑了派来封锁他的归路的阿拉伯军。这一袭击的具体时间未知，但可能发生于保加利亚战争前一年或保加利亚战争刚刚结束后。
按照书记西蒙史书的说法，老尼基弗鲁斯死于895/96年，他的死促使保加利亚沙皇西美昂重启战端，在保加罗菲格战役中大胜尼基弗鲁斯的继任者利奥·卡塔卡隆（Leo Katakalon）。但《狄奧法內斯編年史續編》的说法与之截然不同，照这种记载，尼基弗鲁斯是因拒绝了权臣斯提利阿诺斯·扎欧采斯与他结亲家的要求而被解职并遭遇羞辱；赋闲一段时间后，他被启用为哈尔希安或色雷斯西亚军区的将军，继续与阿拉伯人作战并于900年左右在任上去世。
今日，我们无法明确认定哪种说法更符合事实，但多数现代学者，如让-克劳德·谢内（Jean-Claude Cheynet）对《狄奧法內斯編年史續編》的说法表示怀疑，因为一个前“宫内军长官”降级担任一个军区的将军很不寻常，扎欧采斯视他为潜在的皇帝，并计划将一个未在其他记载中出现的女儿嫁给他的说法也值得怀疑。

### 评价、后人

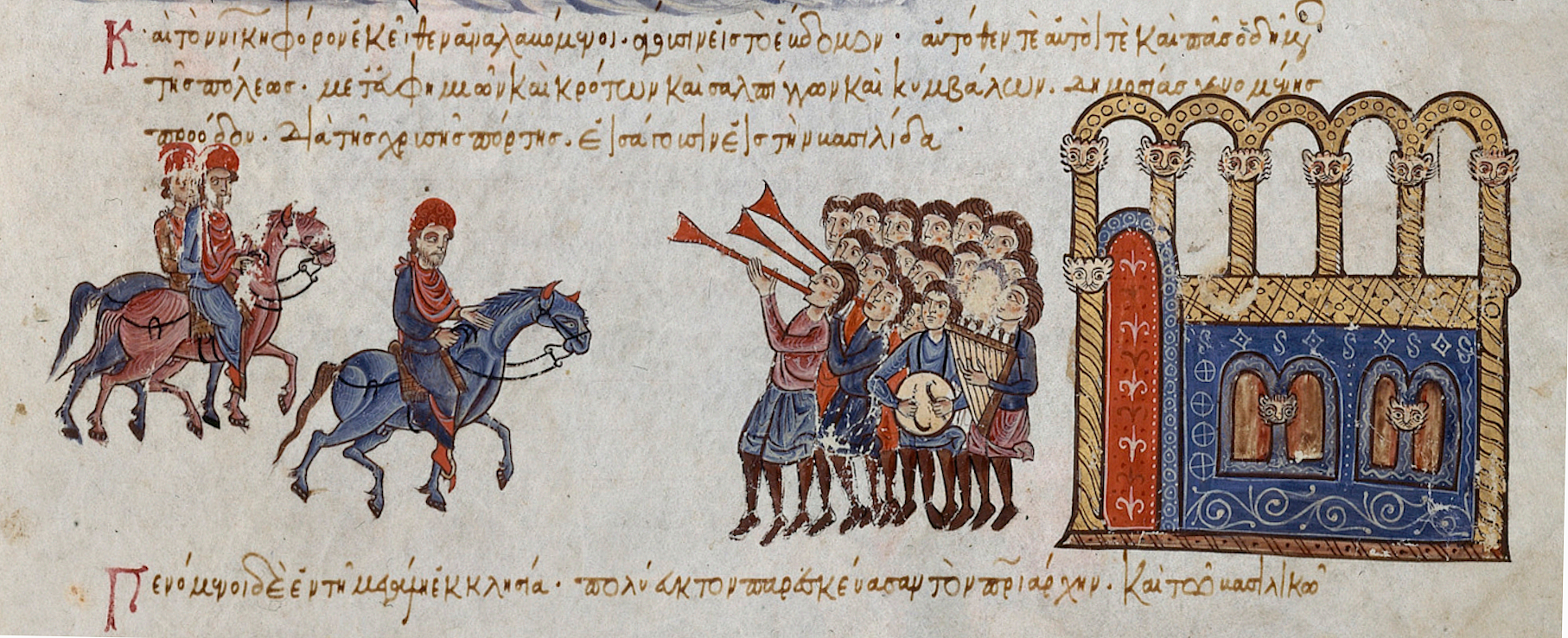
《马德里的斯基里泽斯历史抄本》插图：963年，尼基弗鲁斯二世以皇帝的身份从金门进入君士坦丁堡

尼基弗鲁斯是位有能力的将领。利奥六世在他的《战术》中称赞了他的军事才能，一些反骑兵的器械被认为是由他在对抗保加利亚人的战争中发明的，包括插入地面的尖头木桩。史家斯基里泽斯称赞他是个“勇敢而谨慎的男人，对上帝虔诚而向义的人”。
尼基弗鲁斯是老巴尔达斯·福卡斯与老利奥·福卡斯的父亲，这两兄弟都曾任拜占庭帝国的“宫内军家内官（δομέστικος τῶν σχολῶν）”。巴尔达斯的儿子尼基弗鲁斯与小利奥·福卡斯也曾担任这一职务，前者后来成为皇帝，即尼基弗鲁斯二世（963-969年在位），小利奥与尼基弗鲁斯都曾在面对阿拉伯人时取得重大胜利，尼基弗鲁斯二世更是领军收复了克里特岛、塞浦路斯岛、奇里乞亚与安条克。

## 引用
1. 1 2  Kazhdan 1991，第1665–1666頁.
2. 1 2  Stankovic 2003，Chapter 1.
3. 1 2 3 4 5 6 7 8 9 10 11 12 13 14 15 16 17  PmbZ，Nikephoros Phokas (“der Ältere”) (#25545).
4. 1 2 3 4 5 6 7 8  Stankovic 2003，Chapter 2.
5. ↑  Kreutz 1996，第41–43頁.
6. ↑  Kreutz 1996，第57頁.
7. 1 2 3 4  Guilland 1967，第439頁.
8. 1 2  Tougher 1997，第204頁.
9. ↑  Kreutz 1996，第63頁.
10. ↑  Kreutz 1996，第63–66, 68頁.
11. ↑  Tougher 1997，第204–205頁.
12. 1 2 3  Tougher 1997，第205頁.
13. ↑  Stankovic 2003，Chapter 2 & Chapter 3.
14. ↑  Tougher 1997，第205–206頁.
15. ↑  Stankovic 2003，Chapter 3.

## 延伸阅读
- Cheynet, Jean-Claude. . Dagron, Gilbert; Mihăescu, Haralambie  (编). . Paris. 1986: 289–315 （法语）.
- Grégoire, Henri. . . Thessaloniki: Society for Macedonian Studies. 1953: 232–254 （法语）.

| 前任者： 斯基泰人安德鲁 | 宫内军家内官 887/894 – 895/6 | 繼任者： 利奥·卡塔卡隆（Leo Katakalon） |